# Sărata (gmina Solonț)
Sărata – wieś w Rumunii, w okręgu Bacău, w gminie Solonț. W 2011 roku liczyła 724 mieszkańców.